# Ahmed Raouf
Pour les articles homonymes, voir Raouf.
Ahmed Raouf est un footballeur égyptien né le 15 septembre 1982 au Caire. Il évolue au poste d'attaquant à Al-Masry.

## Biographie
Raouf se fait connaître à ENPPI après de belle performances. Il est même dans le groupe de l'équipe nationale égyptienne lors de la CAN 2010. 
En juin 2013, il signe à Al-Ittihad Tripoli, un club libyen, mais n'y restera que 6 mois avant de revenir en Égypte et de signer pour Al Ahly pour 6 mois avant de signer pour Al-Masry.  

## Palmarès
- Vainqueur de la Coupe d'Afrique des nations de football en 2010